# Myoictis
Genre
Myoictis est un genre de mammifères marsupiaux de la famille des Dasyuridae.

## Liste des espèces
- Myoictis melas (Müller, 1840)
- Myoictis wallacii Gray, 1858